# Affaire Shah Bano
Pour les articles homonymes, voir Bano.
L'affaire Shah Bano désigne un procès indien et les suites politico-judiciaires qui en découlent. Cette affaire joue un rôle important en Inde, à la fois dans la lutte pour les droits des femmes musulmanes et sur la place de la charia dans le corpus législatif.

## Contexte
En Inde, depuis la constitution de 1950, les musulmans, comme les autres communautés religieuses du pays, bénéficient d'un statut juridique particulier (la Muslim personal law, héritée de l'époque coloniale) qui leur permet d'appliquer, pour les questions privées, la loi musulmane (charia). La principale raison est qu'au moment de la partition entre Inde et Pakistan, le gouvernement indien (majoritairement hindou) voulait rassurer les musulmans restant en Inde que le pays n'imposerait pas de lois hindoues aux musulmans.
En 1975, Shah Bano, une musulmane de 62 ans d'Indore dans l'État de Madhya Pradesh, est expulsée du domicile conjugal par son mari, l'avocat Ahmed Khan avec lequel elle est mariée depuis 1932.

## Procès
En 1978, Shah Bano fait un procès à son mari pour recevoir une pension à la suite de son expulsion mais son mari la répudie à la fin de l'année (par talaq) pour éviter d'avoir à payer cette pension car, selon la charia, l'ancien mari n'a pas à payer de pension pour assurer la subsistance de la femme divorcée.
En 1979, le tribunal d'Indore donne raison à Shah Bano et ordonne au mari de payer une pension car le code de procédure criminelle s'applique à tous, quelle que soit leur religion. La pension est augmentée lors du passage devant la haute cour de l'État de Madhya Pradesh. Le mari fait alors appel devant la Cour suprême de l'Inde en 1979 et le 23 avril 1985, la Cour suprême confirme le jugement et surtout confirme que le code de procédure criminelle dépasse l'application de la charia dans les questions privées.

## Suites politique et judiciaire
Les autorités politiques et religieuses musulmanes contestent le jugement, à la fois sur le fond (la Muslim personal law perd de son importance) et sur la forme (selon eux le jugement serait insultant pour l'islam et Mahomet). Elles demandent l'annulation du jugement. Devant la mobilisation, Shah Bano renonce à ses exigences,,.
Le gouvernement de Rajiv Gandhi, en période électorale et au milieu de fortes tensions communautaires, cède à la mobilisation politique et fait voter une loi en 1986, la Muslim Women (Protection of Rights on Divorce) Act, qui précise que les musulmans ne sont pas tenus de payer une pension alimentaire à la femme divorcée (sauf durant la période de l'iddat, période de 3 mois après le divorce selon le droit musulman). Cependant la loi fait reposer la charge de la pension, dans les cas où la femme ne peut subvenir à ses besoins, au Waqf de l'État. La nouvelle loi est donc considérée comme discriminatoire vis-à-vis des musulmanes indiennes par rapport aux autres Indiennes,,.
Plusieurs jugements sur des cas similaires de femmes musulmanes divorcées ont toutefois interprété la loi de 1986 d'une manière différente, considérant que la somme à payer durant l'iddat est en fait une large somme destinée à remplacer une pension régulière sur une période plus ou moins longue. Le cas Danial Latifi, plaidé devant la Cour suprême en 2001, a établi une interprétation plus claire de la loi de 1986,.